# Bell X-5
Bell X-5 – pierwszy samolot o zmiennej w locie geometrii skrzydeł, zainspirowany niemiecką konstrukcją z czasów II wojny światowej Messerschmitt P.1101. Chociaż geometria skrzydeł niemieckiej maszyny mogła być zmieniana tylko na ziemi, inżynierowie z wytwórni Bell Aircraft Corporation, konstruktora samolotu X-5, opracowali system silników elektrycznych do przestawiania kąta płatów w locie.

## Budowa
Bell X-5 posiadał skrzydła o zmiennej geometrii, które mogły być ustawione w trzech pozycjach: pod kątem 20°, 40° i 60°. Przestawianie kąta skrzydeł odbywało się przy pomocy śruby, która ustawiała kąt płata i hamulców, które go blokowały w żądanej pozycji. Czas przestawiania skrzydeł ze skrajnych pozycji wynosił 30 sekund. Konstrukcja skrzydeł obracających się na sworzniu była taka, że środek masy był taki sam w każdym położeniu skrzydeł. Pomimo to samolot miał tendencję do wpadania w korkociąg, który przy pewnych położeniach skrzydeł nie dawał szansy na wyprowadzenie samolotu i w konsekwencji drugi egzemplarz maszyny uległ katastrofie na skutek takiego właśnie korkociągu.

## Historia użycia
Zbudowano dwa egzemplarze samolotu X-5, z których pierwszy został ukończony 15 lutego, a oblatany 20 czerwca 1951 roku. Druga maszyna wykonała swój pierwszy lot 10 grudnia tego samego roku. Łącznie wykonano prawie 200 lotów na obu egzemplarzach samolotów z prędkościami dochodzącymi do 0,9 Macha na pułapie 12 200 m. 14 października 1953 roku drugi egzemplarz X-5 uległ katastrofie niedaleko bazy Edwards podczas testów zachowania maszyny w korkociągu. Pilot maszyny nie był w stanie wyprowadzić jej do lotu poziomego i w konsekwencji rozbił się, ginąc na miejscu.

Ocalały egzemplarz używany był do 1958 roku, a później trafił do Muzeum Sił Powietrznych Stanów Zjednoczonych w bazie lotniczej Wright-Patterson.
X-5 dowiódł przydatności zmiennej geometrii skrzydeł w samolotach przeznaczonych do działania w szerokim zakresie prędkości. Pomimo problemów ze stabilnością maszyny, koncepcja maszyny została później zastosowana w samolotach bojowych takich jak F-14 Tomcat czy General Dynamics F-111.